# Europese kampioenschappen boksen vrouwen 2016
De Europese kampioenschappen boksen voor vrouwen 2016 werden van dinsdag 15 november tot en met woensdag 23 november gehouden in de Metropolitan Hall in de Bulgaarse hoofdstad Sofia. De tiende editie van het vrouwentoernooi stond onder auspiciën van de European Boxing Confederation (EUBC). Aan het toernooi deden 129 boksters mee uit 28 landen.

## Deelnemende landen
In totaal namen 129 boksers deel afkomstig uit 28 landen. Rusland en Oekraïne waren als enige landen in alle tien de gewichtsklassen vertegenwoordigd. Alicia Holzken was de enige vertegenwoordigster uit Nederland. Zij kwam uit in de divisie tot 51 kilogram en verloor in de kwartfinales van de latere kampioene Elena Saveljeva uit Rusland.
- Armenië (1)
- Azerbeidzjan (9)
- Bulgarije (6)
- Denemarken (2)
- Engeland (7)
- Finland (4)
- Frankrijk (3)
- Griekenland (1)
- Hongarije (9)
- Ierland (7)
- Italië (7)
- Kroatië (5)
- Litouwen (2)
- Moldavië (1)
- Montenegro (1)
- Nederland (1)
- Noorwegen (2)
- Oekraïne (10)
- Polen (5)
- Roemenië (4)
- Rusland (10)
- Servië (4)
- Tsjechië (2)
- Turkije (9)
- Wales (4)
- Wit-Rusland (6)
- Zwitserland  (1)
- Zweden (6)

## Programma
|  | Voorrondes | ● | Finales |

| di 15 | wo 16 | do 17 | vr 18 | za 19 | zo 20 | ma 21 | di 22 | wo 23 | Totaal |
| ----- | ----- | ----- | ----- | ----- | ----- | ----- | ----- | ----- | ------ |
|       |       |       |       |       |       |       |       | 10    | 10     |

## Medaillewinnaars
| Gewichtsklasse              | Goud                  | Zilver            | Brons                                |
| --------------------------- | --------------------- | ----------------- | ------------------------------------ |
| Lichtvlieggewicht (–48 kg)  | Sevda Asenova         | Lise Sandebjer    | Jekaterina Pinigina Stephanie Silva  |
| Vlieggewicht (–51 kg)       | Elena Saveljeva       | Tetyana Kob       | Sandra Drabik Lisa Whiteside         |
| Bantamgewicht (–54 kg)      | Stanimira Petrova     | Anna Alimardanova | Viktoriia Kuleshova Delphine Mancini |
| Vedergewicht (–57 kg)       | Denitsa Eliseeva      | Sati Burcu        | Natalya Samokhina Yuliya Apanasovich |
| Lichtgewicht (–60 kg)       | Daria Abramova        | Mira Potkonen     | Esra Yildiz Sandy Ryan               |
| Weltergewicht (–64 kg)      | Aleksandra Ordina     | Rosie Eccles      | Martina Schmoranzova Kinga Siwa      |
| Zwaarweltergewicht (–69 kg) | Elena Vystropova      | Sema Galiskan     | Saadat Abdulaeva Tetiana Petrovich   |
| Middengewicht (–75 kg)      | Natasha Gale          | Maily Nicar       | Lauren Price Christine Desmond       |
| Halfzwaargewicht (–81 kg)   | Elif Guneri           | Petra Szatmari    | Leyla Javadova Victoriya Kebikava    |
| Zwaargewicht (+81 kg)       | Zenfira Magomedalieva | Sylwia Kusiak     | Aynur Rzayeva Sennur Demir           |

## Medailleklassement
| Plaats | Land         | Goud | Zilver | Brons | Totaal |
| 1      | Rusland      | 4    | 0      | 4     | 8      |
| 2      | Bulgarije    | 3    | 0      | 0     | 3      |
| 3      | Turkije      | 1    | 2      | 2     | 5      |
| 4      | Azerbeidzjan | 1    | 1      | 2     | 4      |
| 5      | Engeland     | 1    | 0      | 2     | 3      |
| 6      | Polen        | 0    | 1      | 2     | 3      |
| 7      | Frankrijk    | 0    | 1      | 1     | 2      |
| 7      | Oekraïne     | 0    | 1      | 1     | 2      |
| 7      | Wales        | 0    | 1      | 1     | 2      |
| 10     | Finland      | 0    | 1      | 0     | 1      |
| 10     | Hongarije    | 0    | 1      | 0     | 1      |
| 10     | Zweden       | 0    | 1      | 0     | 1      |
| 13     | Wit-Rusland  | 0    | 0      | 2     | 2      |
| 14     | Tsjechië     | 0    | 0      | 1     | 1      |
| 14     | Ierland      | 0    | 0      | 1     | 1      |
| 14     | Italië       | 0    | 0      | 1     | 1      |
| Totaal | Totaal       | 10   | 10     | 20    | 40     |